# Fußball-Oberliga Niederrhein 2020/21
Die Saison 2020/21 der Oberliga Niederrhein war die 65. Spielzeit der Fußball-Oberliga Niederrhein und die neunte als fünfthöchste Spielklasse in Deutschland unter Oberliga-Status. Sie wurde am 4. September 2020 mit der Partie der SSVg Velbert gegen die SpVg Schonnebeck eröffnet, Ende Oktober 2020 unter- und am 19. April 2021 schließlich abgebrochen und annulliert.

## Auswirkungen der COVID-19-Pandemie
Resultierend aus der COVID-19-Pandemie wurde die Vorsaison auf einem außerordentlichen Verbandstag am 24. Juni 2020 vorzeitig für beendet erklärt. Der SV Straelen wurde zum Aufsteiger bestimmt, es gab keine Abstiege in die oder aus der Oberliga Niederrhein. Aus den Landesligen, in denen ebenfalls die Quotientenregel angewandt wurde und auch die „Herbstmeister“ berücksichtigt wurden, durften hingegen sechs Mannschaften aufsteigen. Die jeweiligen Tabellendritten erhielten das Aufstiegsrecht, da die Quotientenmeister auch jeweils die Hinrundensieger gewesen waren.
Ende Oktober 2020 wurde der Spielbetrieb pandemiebedingt unterbrochen, am 19. April 2021 gab der FVN den Abbruch der Spielzeit bekannt, die darüber hinaus aufgrund der mangelnden Anzahl an erforderlichen Spielen annulliert wurde. Als Konsequenz daraus gab es weder Auf- noch Absteiger aus der oder in die Oberliga.

## Teilnehmer
Für die Spielzeit 2020/21 hatten sich folgende Vereine sportlich qualifiziert:
- die verbleibenden Mannschaften aus der Oberliga Niederrhein 2019/20:
  - 1. FC Monheim
  - SpVg Schonnebeck
  - SSVg Velbert
  - 1. FC Bocholt
  - TSV Meerbusch
  - Sportfreunde Baumberg
  - VfB 03 Hilden
  - TuRU Düsseldorf
  - Schwarz-Weiß Essen
  - 1. FC Kleve
  - FC Kray
  - TVD Velbert
  - Ratingen 04/19
  - SC Velbert
  - SC Union Nettetal
  - Cronenberger SC
  - Sportfreunde Niederwenigern
- die zum Aufstieg gemeldeten Mannschaften der zwei Staffeln der Landesliga Niederrhein 2019/20:
  - Staffel 1:
    - TV Jahn Hiesfeld (Quotientenmeister)
    - FSV Duisburg (Quotientenzweiter)
    - SC Düsseldorf-West (Quotientendritter)

  - Staffel 2:
    - SpVgg Sterkrade-Nord (Quotientenmeister)
    - DJK Teutonia St. Tönis (Quotientenzweiter)
    - 1. FC Mönchengladbach (Quotientendritter)

## Tabelle zum Zeitpunkt des Abbruchs
| Pl.             | Verein                      | Sp. | S | U | N | Tore    | Diff. | Punkte |
| --------------- | --------------------------- | --- | - | - | - | ------- | ----- | ------ |
| 1.              | 1. FC Bocholt L             | 10  | 9 | 1 | 0 | 032:900 | +23   | 28     |
| 2.              | SSVg Velbert L              | 10  | 7 | 1 | 2 | 023:150 | +8    | 22     |
| 3.              | Sportfreunde Baumberg       | 11  | 7 | 0 | 4 | 028:170 | +11   | 21     |
| 4.              | Ratingen 04/19              | 9   | 6 | 1 | 2 | 030:110 | +19   | 19     |
| 5.              | 1. FC Kleve                 | 10  | 6 | 1 | 3 | 020:160 | +4    | 19     |
| 6.              | SpVgg Sterkrade-Nord (N)    | 10  | 5 | 2 | 3 | 020:170 | +3    | 17     |
| 7.              | SC Düsseldorf-West (N)      | 7   | 5 | 1 | 1 | 018:900 | +9    | 16     |
| 8.              | DJK Teutonia St. Tönis (N)  | 8   | 4 | 2 | 2 | 018:900 | +9    | 14     |
| 9.              | Schwarz-Weiß Essen          | 11  | 4 | 2 | 5 | 017:140 | +3    | 14     |
| 10.             | TVD Velbert                 | 9   | 4 | 2 | 3 | 019:170 | +2    | 14     |
| 11.             | 1. FC Monheim               | 9   | 4 | 2 | 3 | 017:150 | +2    | 14     |
| 12.             | SpVg Schonnebeck            | 8   | 4 | 1 | 3 | 014:110 | +3    | 13     |
| 13.             | SC Velbert                  | 10  | 3 | 2 | 5 | 018:170 | +1    | 11     |
| 14.             | TSV Meerbusch               | 9   | 3 | 2 | 4 | 011:180 | −7    | 11     |
| 15.             | VfB 03 Hilden               | 7   | 3 | 1 | 3 | 017:150 | +2    | 10     |
| 16.             | SC Union Nettetal           | 11  | 2 | 4 | 5 | 012:200 | −8    | 10     |
| 17.             | TuRU Düsseldorf             | 9   | 3 | 1 | 5 | 010:210 | −11   | 10     |
| 18.             | Cronenberger SC             | 8   | 2 | 3 | 3 | 013:150 | −2    | 09     |
| 19.             | Sportfreunde Niederwenigern | 10  | 2 | 2 | 6 | 016:200 | −4    | 08     |
| 20.             | FC Kray                     | 8   | 2 | 1 | 5 | 012:170 | −5    | 07     |
| 21.             | TV Jahn Hiesfeld (N)        | 9   | 2 | 1 | 6 | 009:220 | −13   | 07     |
| 22.             | FSV Duisburg (N)            | 9   | 1 | 1 | 7 | 011:250 | −14   | 04     |
| 23.             | 1. FC Mönchengladbach (N)   | 10  | 1 | 0 | 9 | 008:430 | −35   | 03     |
| Stand: Endstand |                             |     |   |   |   |         |       |        |

| (N) | Aufsteiger aus der Landesliga 2019/20 |

## Kreuztabelle
Die Kreuztabelle stellt die Ergebnisse aller Spiele dieser Saison dar. Die Heimmannschaft ist in der linken Spalte, die Gastmannschaft in der oberen Zeile aufgelistet.
| 2020/21                     | 1. FC Monheim | SpVg Schonnebeck | SSVg Velbert | 1. FC Bocholt | TSV Meerbusch | Sportfreunde Baumberg | VfB 03 Hilden | TuRU Düsseldorf | Schwarz-Weiß Essen | 1. FC Kleve | FC Kray | TVD Velbert | Ratingen 04/19 | SC Velbert | SC Union Nettetal | Cronenberger SC | Sportfreunde Niederwenigern | TV Jahn Hiesfeld | FSV Duisburg | SC Düsseldorf-West | SpVgg Sterkrade-Nord | DJK Teutonia St. Tönis | 1. FC Mönchengladbach |
| --------------------------- | ------------- | ---------------- | ------------ | ------------- | ------------- | --------------------- | ------------- | --------------- | ------------------ | ----------- | ------- | ----------- | -------------- | ---------- | ----------------- | --------------- | --------------------------- | ---------------- | ------------ | ------------------ | -------------------- | ---------------------- | --------------------- |
| 1. FC Monheim               |               | –                | –            | –             | –             | –                     | 2:2           | –               | –                  | –           | –       | –           | 2:3            | 3:2        | –                 | 1:0             | 3:1                         | –                | 3:1          | –                  | –                    | –                      | –                     |
| SpVg Schonnebeck            | 3:1           |                  | –            | –             | –             | –                     | 2:1           | –               | –                  | –           | –       | –           | –              | –          | –                 | –               | –                           | –                | –            | 2:4                | 2:2                  | –                      | –                     |
| SSVg Velbert                | –             | 1:0              |              | –             | –             | 3:2                   | –             | –               | –                  | –           | –       | –           | –              | –          | 3:1               | –               | –                           | –                | 3:1          | –                  | –                    | 3:2                    | –                     |
| 1. FC Bocholt               | –             | –                | –            |               | 2:1           | –                     | –             | –               | –                  | 5:1         | –       | –           | 2:2            | 3:0        | –                 | –               | 3:2                         | –                | –            | –                  | –                    | –                      | –                     |
| TSV Meerbusch               | –             | –                | –            | –             |               | –                     | –             | –               | 0:3                | 1:1         | 4:3     | –           | 2:0            | 2:1        | –                 | –               | –                           | –                | –            | –                  | –                    | –                      | –                     |
| Sportfreunde Baumberg       | 1:0           | –                | –            | 2:3           | 3:0           |                       | –             | –               | –                  | –           | –       | –           | –              | –          | –                 | –               | –                           | –                | –            | –                  | 2:3                  | –                      | 6:0                   |
| VfB 03 Hilden               | –             | –                | 1:5          | –             | –             | –                     |               | –               | –                  | –           | –       | –           | –              | –          | –                 | –               | 5:0                         | 4:0              | –            | –                  | –                    | –                      | –                     |
| TuRU Düsseldorf             | –             | –                | –            | 0:8           | 4:0           | 0:3                   | –             |                 | –                  | –           | –       | –           | –              | –          | –                 | –               | –                           | –                | –            | –                  | –                    | 0:1                    | 1:0                   |
| Schwarz-Weiß Essen          | –             | –                | –            | –             | –             | 2:3                   | –             | 2:3             |                    | –           | 1:0     | –           | –              | –          | 3:0               | –               | –                           | –                | 2:1          | –                  | –                    | 1:1                    | –                     |
| 1. FC Kleve                 | –             | –                | 1:0          | –             | –             | –                     | –             | 1:0             | 2:1                |             | 4:1     | 3:0         | –              | –          | –                 | –               | –                           | –                | –            | –                  | –                    | –                      | –                     |
| FC Kray                     | –             | –                | –            | 0:2           | –             | 1:3                   | –             | 1:1             | –                  | –           |         | –           | –              | –          | –                 | –               | –                           | –                | 5:2          | –                  | –                    | –                      | –                     |
| TVD Velbert                 | –             | –                | –            | –             | –             | 4:1                   | –             | –               | –                  | –           | –       |             | –              | –          | 3:3               | –               | –                           | –                | 4:1          | 3:1                | –                    | 1:3                    | –                     |
| Ratingen 04/19              | –             | –                | 3:0          | –             | –             | –                     | –             | 5:1             | 2:1                | 4:0         | –       | –           |                | –          | –                 | –               | –                           | –                | –            | –                  | –                    | –                      | –                     |
| SC Velbert                  | –             | –                | 3:3          | –             | –             | –                     | –             | –               | 1:0                | –           | 0:1     | 3:0         | –              |            | –                 | –               | –                           | 4:0              | –            | –                  | –                    | –                      | –                     |
| SC Union Nettetal           | 2:2           | 1:0              | –            | –             | –             | –                     | –             | –               | –                  | –           | –       | –           | –              | –          |                   | –               | –                           | –                | –            | 0:2                | 0:1                  | –                      | 4:0                   |
| Cronenberger SC             | –             | –                | –            | –             | –             | –                     | –             | –               | –                  | –           | –       | 1:3         | –              | –          | 0:0               |                 | –                           | 4:0              | 3:3          | –                  | –                    | –                      | –                     |
| Sportfreunde Niederwenigern | –             | –                | 1:2          | –             | –             | –                     | –             | –               | 1:1                | –           | –       | 1:1         | –              | –          | –                 | 5:1             |                             | 2:5              | –            | –                  | –                    | –                      | –                     |
| TV Jahn Hiesfeld            | –             | 0:3              | –            | –             | –             | 1:2                   | –             | –               | –                  | –           | –       | –           | –              | –          | 1:1               | –               | –                           |                  | –            | 1:2                | –                    | –                      | –                     |
| FSV Duisburg                | –             | –                | –            | 0:2           | –             | –                     | –             | –               | –                  | –           | –       | –           | –              | –          | –                 | –               | –                           | –                |              | –                  | 0:2                  | –                      | 2:1                   |
| SC Düsseldorf-West          | –             | –                | –            | –             | –             | –                     | 4:1           | –               | –                  | –           | –       | –           | –              | –          | –                 | 1:1             | –                           | –                | –            |                    | 4:1                  | –                      | –                     |
| SpVgg Sterkrade-Nord        | –             | –                | –            | –             | –             | –                     | –             | –               | –                  | 4:2         | –       | –           | –              | 3:3        | –                 | 2:3             | 2:0                         | 0:1              | –            | –                  |                      | –                      | –                     |
| DJK Teutonia St. Tönis      | –             | –                | –            | 1:2           | 1:1           | –                     | –             | –               | –                  | –           | –       | –           | 1:0            | –          | –                 | –               | –                           | –                | –            | –                  | –                    |                        | 8:1                   |
| 1. FC Mönchengladbach       | –             | –                | –            | –             | –             | –                     | 2:3           | –               | –                  | 0:5         | –       | –           | 2:11           | 2:1        | –                 | –               | 0:2                         | –                | –            | –                  | –                    | –                      |                       |
| Stand: Endstand             |               |                  |              |               |               |                       |               |                 |                    |             |         |             |                |            |                   |                 |                             |                  |              |                    |                      |                        |                       |